# Шуменски говор
Шуменският говор е част от мизийските говори. Особено добре той се пази в областта Съртовете, която се намира на изток, в селата Кàспичан, Кюлèвча, Маркòвча и пр. Като типичен мизийски диалект той пази най-добре старите им характерни особености:

## Особености
- Полупрегласен ятов изговор – под ударение пред твърда сричка ’а (б’ал, гул’àм, л’ап, л’àтọ, с’àнкạ, ср’àдạ), пред мека сричка широко е (бềли, голềми, бềше, врềме, недềл’а, сềме, лềбен, срềден), а без ударение ’ạ (вр’ạменà, д’ạцà, л’ạбар, cp’ạдъ̀).
- Особена по-веларна ерова гласна ъ вместо стб. ъ и ѫ.: бчва, тй, зби, ков, уд, йадт.
- Липса на съгласна х. Тая съгласна е заменена с в и ф във всички положения – в началото, в средата и в края на думата: фулèрạ (холера), фуртỳва; мувъ̀ (муха), б’àва (бяха), крạд’àва, уфò (ухо), утѝдуфме, чàкạфме; см’аф (смях), т’аф, с’урмàф, чуф (чух), зеф, хòд’уф.
- Член за м. р. -о под ударение и -у без ударение: крạкò, медò, нọсò, кòлу, стòлу, чел’àку.
- Гласна и вместо ъ под ударение след мека съгласна: àс седѝ (седя), спѝ, държѝ, мълчѝ, вървѝт (вървят), лежѝт, мълчѝт, сушѝт, главнѝ (главня), дъштерѝ (дъщеря), душѝ (душа), земѝ, чушмѝ.
- Запазени следи от гласна ы: ты, былѝ, еды̀н, гуды̀на, ры̀бы, жы̀ф, жы̀тọ, шы̀бạ.
- Преглас на ударена гласна a след мека съгласна и пред мека сричка в е: полèни, прийèтел, шèпки, печèли, уфчèр и др[1].